# Liste der Bodendenkmäler in Burghaslach
Auf dieser Seite sind die Bodendenkmäler in dem mittelfränkischen Markt Burghaslach zusammengestellt. Diese Tabelle ist eine Teilliste der Liste der Bodendenkmäler in Bayern. Grundlage ist die Bayerische Denkmalliste, die auf Basis des Bayerischen Denkmalschutzgesetzes vom 1. Oktober 1973 erstmals erstellt wurde und seither durch das Bayerische Landesamt für Denkmalpflege geführt wird. Die folgenden Angaben ersetzen nicht die rechtsverbindliche Auskunft der Denkmalschutzbehörde.

## Bodendenkmäler in Burghaslach
| Lage       | Objekt | Akten-Nr.     | Bild         |
| ---------- | --- | ------------- | ------------ |
| (Standort) | Mittelalterliche und frühneuzeitliche Befunde im Bereich eines ehemaligen Wasserschlosses.                                                                                | D-5-6228-0001 |              |
| (Standort) | Wüstung des Mittelalters und der frühen Neuzeit. | D-5-6228-0002 |              |
| (Standort) | Freilandstation des Mesolithikums. | D-5-6229-0005 |              |
| (Standort) | Wüstung des Mittelalters und der frühen Neuzeit. | D-5-6229-0006 |              |
| (Standort) | Bestattungsplatz mit Grabhügel vorgeschichtlicher Zeitstellung. | D-5-6229-0010 |              |
| (Standort) | Grabhügel vorgeschichtlicher Zeitstellung. | D-5-6229-0011 |              |
| (Standort) | Wüstung des Mittelalters. | D-5-6229-0015 |              |
| (Standort) | Wüstung des Mittelalters und der frühen Neuzeit. | D-5-6229-0023 | Bodendenkmal |
| (Standort) | Mittelalterliche und frühneuzeitliche Befunde im Bereich der evangelisch-lutherischen Pfarrkirche St. Aegydius in Burghaslach.                                            | D-5-6229-0030 |              |
| (Standort) | Mittelalterliche und frühneuzeitliche Befunde im Bereich des ehemaligen Castell’schen Schlosses.                                                                          | D-5-6229-0034 |              |
| (Standort) | Mittelalterliche und frühneuzeitliche Befunde im Bereich der katholischen Kuratiekirche Exaltatio S. Crucis in Breitenlohe.                                               | D-5-6229-0036 |              |
| (Standort) | Mittelalterliche und frühneuzeitliche Befunde im Bereich des Schlosses Breitenlohe.                                                                                       | D-5-6229-0037 |              |
| (Standort) | Mittelalterliche und frühneuzeitliche Befunde im Bereich der katholischen Kapelle St. Georg und des befestigten Friedhofs in Burghöchstadt.                               | D-5-6229-0039 |              |
| (Standort) | Mittelalterliche und frühneuzeitliche Befunde im Bereich des Schlosses Fürstenforst.                                                                                      | D-5-6229-0041 |              |
| (Standort) | Mittelalterliche und frühneuzeitliche Befunde im Bereich der evangelisch-lutherischen Pfarrkirche St. Mauritius und des ehemaligen befestigten Friedhofs in Kirchrimbach. | D-5-6229-0043 |              |
| (Standort) | Mittelalterliche und frühneuzeitliche Befunde im Bereich der evangelisch-lutherischen Pfarrkirche in Gleißenberg.                                                         | D-5-6229-0047 |              |
| (Standort) | Mittelalterliche und frühneuzeitliche Befunde im Bereich des ehemaligen Schlosses von Gleißenberg.                                                                        | D-5-6229-0048 |              |
| (Standort) | Abschnittsbefestigung des Mittelalters. | D-5-6229-0066 |              |
| (Standort) | Burgstall des Mittelalters. | D-5-6229-0067 |              |